# Підвежанка
Підвежанка (Подвежанка, пол. Podwieżanka) — село в Польщі, у гміні Чижі Гайнівського повіту Підляського воєводства.

## Історія
У 1975—1998 роках село належало до Білостоцького воєводства.
Раніше було присілком села Вілька.